# Tenisová sezóna Rogera Federera 2008

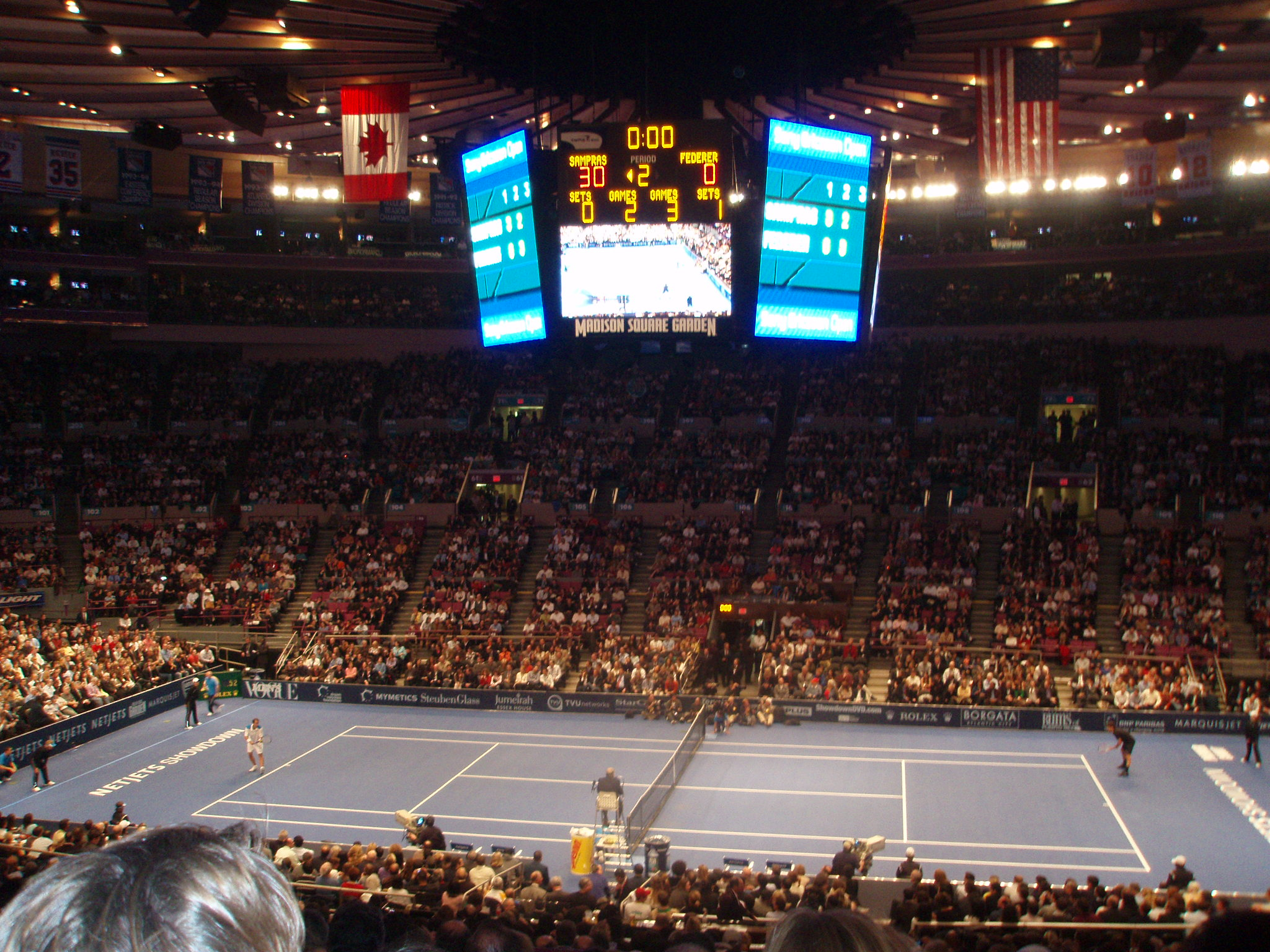
Březnová exhibice v Madison Square Garden proti Petu Samprasovi, kterou těsně vyhrál

Tenisová sezóna Rogera Federera 2008 znamenala pro švýcarského tenistu zisk jednoho Grand Slamu, když ve finále US Open porazil Brita Andyho Murrayho 6–2, 7–5, 6–2 a připsal si pátý titul v řadě. Dvakrát odešel z boje o grandslamový titul poražen. V obou případech jej přehrál španělský hráč Rafael Nadal. Nejdříve mu hladce podlehl na French Open 1–6, 3–6, 0–6, a poté utrpěl premiérovou porážku ve Wimbledonu, kde vyrovnaná pětisetová bitva vyzněla ve prospěch Španěla 6–1, 6–4, 6–7, 6–7 a 9–7. Výhrou tak Federerovi zmařil šanci odpoutat se od rekordních pěti titulů v řadě, které spoludržel s Björnem Borgem. Na melbournském Australian Open vypadl v semifinále s Novakem Djokovićem. Srb tím ukončil jeho účast v deseti finále majorů bez přerušení, což představovalo rekordní zápis do statistik mužského tenisu.
V sérii Masters se dvakrát probojoval do finále antukových turnajů v Hamburku a Monte Carlu, v nichž pokaždé podlehl Nadalovi. V rámci třetí nejvyšší kategorie ATP International Series Gold vyhrál tři události, a to na antuce v Estorilu, na trávě v Halle a konečně třetí triumf v řadě si připsal z halové basilejské události.
Na pekingských Letních olympijských hrách vybojoval po boku Stanislase Wawrinky zlatou medaili v mužské čtyřhře. Ve čtyřsetovém finále porazili švédskou dvojicí Simon Aspelin a Thomas Johansson. V mužské dvouhře skončil na raketě osmého nasazeného Američana Jamese Blakea mezi posledními osmi hráči.
Na závěrečném Turnaji mistrů poprvé v kariéře nepostoupil ze základní skupiny, když ze tří utkání vyhrál jediné s Radkem Štěpánkem. V konečné klasifikaci ATP poprvé od roku 2004 nefiguroval v jejím čele, ale patřilo mu 2. místo za Rafaelem Nadalem.
Počtvrté za sebou obdržel cenu Laureus pro nejlepšího sportovce světa. Mezi dubnem a zářím se jeho trenérem stal José Higueras, původně najatý na antukovou část sezóny. Oboustranná spolupráce byla prodloužena až do poloviny září.

## Přehled sezóny

### Zimní sezóna na tvrdém povrchu
Australskou část nové sezóny zahájil v polovině ledna úvodním grandslamem Australian Open. V roli světové jedničky obhajoval titul. V prvních dvou kolech s Argentincem Diegem Hartfieldem a Francouzem Fabricem Santorem neztratil ani set a soupeřům uštědřil celkem tři „kanáry“ v poměru 6–0. Pětisetovou bitvu svedl ve třetí fázi se 49. hráčem světa Jankem Tipsarevićem ze Srbska, když dokázal zvítězit 6–7(5), 7–6(1), 5–7, 6–1 a 10–8. Přes Tomáše Berdycha a Jamese Blakea pronikl do semifinále, kde mu stopku vystavila srbská světová trojka a pozdější vítěz Novak Djoković poměrem 5–7, 3–6, 6–7. Tím mu Srb oplatil porážku z předchozího ročníku. Přestože Švýcar nepostoupil do svého jedenáctého grandslamového finále v řadě, série deseti účastí znamenala rekordní šňůru v mužském tenisu.
Následně se na dvorcích objevil až začátkem března. Na Barclays Dubai Tennis Championships vypadl s britskou světovou jedenáctkou Andym Murraym v prvním kole. V témže měsíci oznámil, že u něj byla dříve zjištěna infekční mononukleóza, kterou mohl trpět už od počátku prosince 2007. Před zahájením Australian Open také vykazoval příznaky vyskytující se při alimentárních otravách. Dodal, že jeho aktuální zdravotní stav je způsobilý k pokračování tenisové sezóny. Dne 10. března odehrál v newyorské Madison Square Garden třetí exhibici proti sedminásobnému wimbledonskému vítězi a bývalé světové jedničce Petu Samprasovi. Zápas získal ve svůj prospěch těsným poměrem 6–3, 6–7 a 7–6.
Z Východního pobřeží odletěl na kalifornský Indian Wells Masters, na kterém v semifinále vypadl s 98. hráčem klasifikace Mardym Fishem po jednoznačném průběhu 3–6 a 2–6. Navazující Miami Masters pro něj znamenal vyřazení ve čtvrtfinále, když nad jeho síly byla americká světová šestka Andy Roddick. Zápas ztratil výsledkem 6–7(4), 6–4 a 3–6.

### Antuková sezóna
Prvním turnajem na antuce se stal portugalský Estoril Open, jenž odehrál pod vedením nového trenéra Josého Higuerase. Současně pro něj představoval první antukovou událost od Allianz Suisse Open Gstaad 2004, kterou nehrál v rámci série Masters. Debutový titul roku získal po finálové výhře nad čtvrtým hráčem žebříčku Nikolajem Davyděnkem. Ten za stavu 7–6 a 1–2 z pohledu Švýcara, utkání skrečoval pro natažené vazy dolní končetiny.

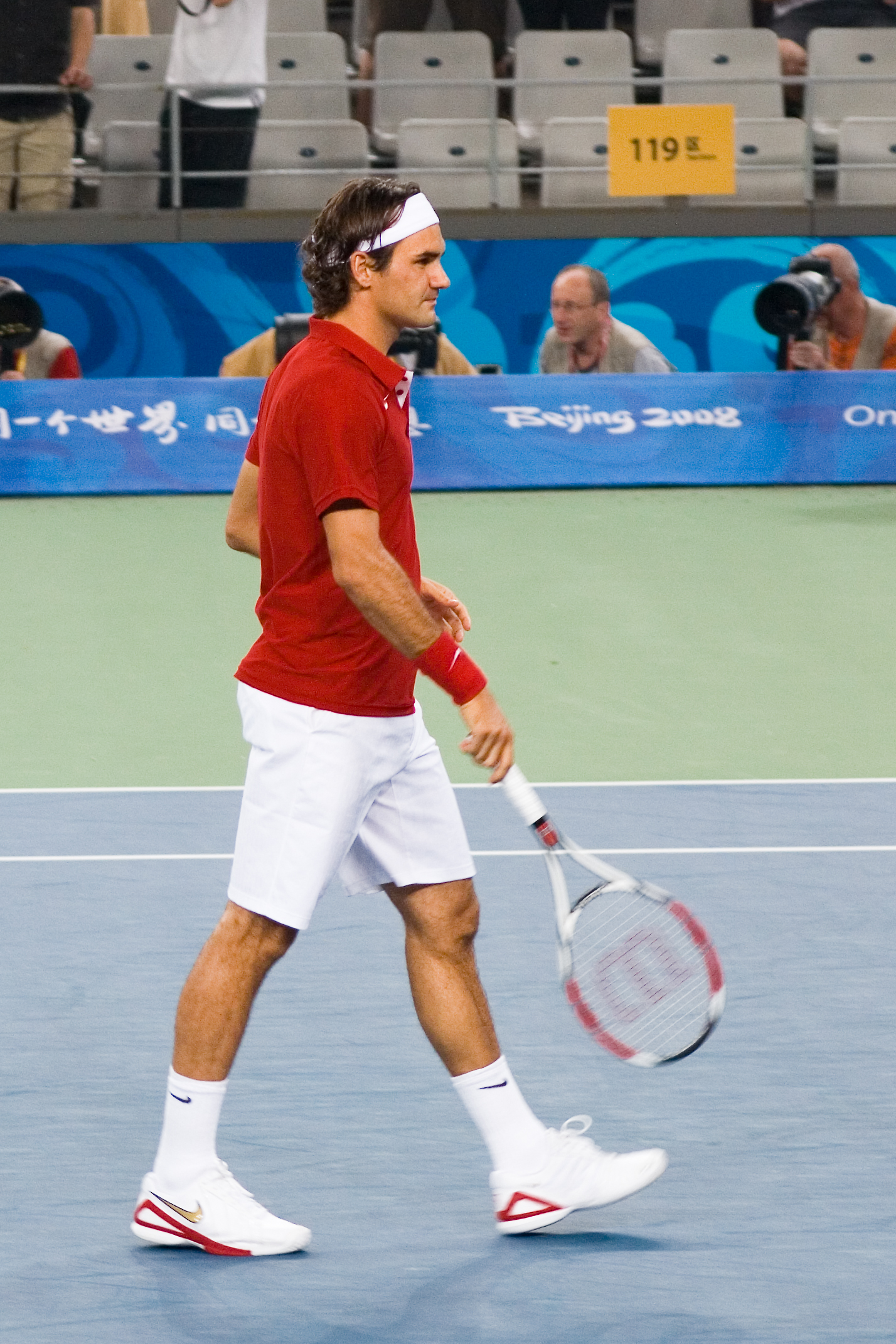
Během olympijského turnaje

Po přesunu na Monte Carlo Masters ve druhé polovině dubna, se na turnaji probojoval opět do finále. Ve čtvrtfinále zdolal světovou sedmičku Davida Nalbandiana a mezi posledními osmi mu v průběhu druhé sady skrečoval Novak Djoković. V boji o titul se utkal s trojnásobným obhájcem a na antuce favorizovaným Rafaelem Nadalem. Proti španělské světové dvojce vytvořil 44 nevynucených chyb a ve druhém setu ztratil vedení 4–0. Po porážce 5-7 a 5-7, s ním měl na tomto povrchu silně pasivní zápasovou bilanci 1–7. Poté se objevil na římském Mastersu Internazionali BNL d'Italia, kde jej po dvou vítězných duelech zastavil ve čtvrtfinále 27. tenista světa Radek Štěpánek, když zvládl zkrácené hry obou setů. Na hamburský Masters přijížděl v pozici obhájce titulu. Na cestě do finále neztratil ani jeden set, když žádný z jeho soupeřů neuhrál v sadě více než tři gamy. Ve finále mu opět šanci na vítězství sebral Nadal, přezdívaný „antukový král“. Triumfem ve třech setech 7-5, 6-7(3) a 6-3, Švýcarovi oplatil jedinou vzájemnou prohru z antuky, jíž utrpěl ve finále předešlého ročníku hamburské události.
V roli nejvýše nasazeného na pařížském French Open se Federer probojoval přes čtyřsetové výhry s Fernandem Gonzálezem a Gaëlem Monfilsem do závěrečného utkání. V něm jej potřetí v roce deklasovala světová dvojka Rafael Nadal poměrem 1–6, 3–6 a 0–6. Na Roland Garros se oba hráči střetli počtvrté za sebou, z toho potřetí v řadě odešel rodák z Basileje jako poražený finalista. V letech 2005–2008 Švýcar na turnaji zaznamenal druhý nejlepší poměr utkání s aktivní bilancí 23–4, když zaostal pouze za neporazitelným Nadalem a jeho zápisem 28–0.

### Sezóna na trávě
Travnatou část roku rozehrál tradičně na halleském Gerry Weber Open, kde neztratil žádnou sadu a ani jediné podání. Po vítězstvích ve dvou posledních duelech nad německými hráči Nicolasem Kieferem a Philippem Kohlschreiberem si připsal rekordní pátý turnajový vavřín. Zároveň se v historických statistikách otevřené éry dotáhl na rekordních deset titulů z travnatého povrchu Peta Samprase.

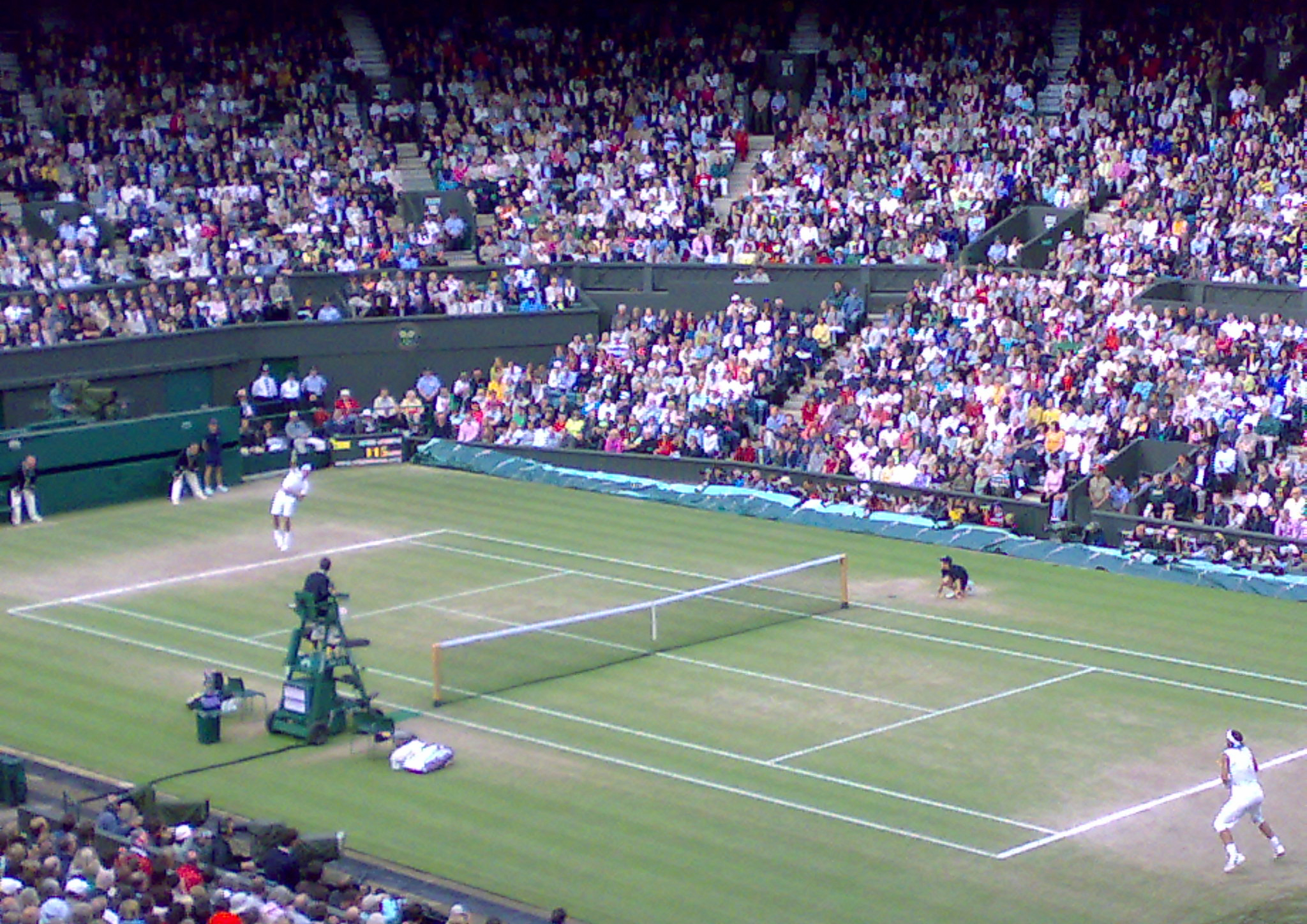
Na podání v závěru třetího setu wimbledonského finále proti Nadalovi

Jako nasazená jednička a obhájce triumfu přijížděl do Wimbledonu. Během cesty londýnským grandslamem neztratil před branami finále žádnou sadu. Mezi poslední osmičkou přehrál chorvatského tenistu Maria Ančiće a v semifinále jej nedokázal porazit ani Rus Marat Safin, figurující až na 75. místě žebříčku. V bitvě o titul se střetl se Španělem Rafaelem Nadalem. Šestou výhrou v řadě by se odpoutal od Borgových pěti vítězství, rekordu moderní open éry, a současně by také vyrovnal absolutní historický rekord Williama Renshawa z roku 1886. K přepsání historických tabulek Švýcarovi scházelo vyhrát dva poslední gamy rozhodujícího pátého dějství zápasu. Federer již v tiebreaku čtvrté sady musel odvracet dva Španělovy mečboly a nakonec mu podlehl ve vypjatém závěru 4–6, 4–6, 7–6, 7–6 a 7–9. Déšť prodloužil finálový duel až téměř do setmění.
Utkání vytvořilo wimbledonský rekord, když se stalo vůbec nejdelším v jeho historii psané od roku 1877. Celková hrací doba činila 4 hodiny a 48 minut. Od zahájení až do konce, včetně dešťové přestávky, uplynulo 7 hodin a 15 minut. Porážka také pro Federera znamenala ukončení 65zápasové neporazitelnosti na trávě. Bývalá světová jednička John McEnroe popsala finále jako „nejlepší utkání, které jsem kdy viděl“. Prohra znamenala, že Švýcar po čtyřech a půl letech během léta ztratí první pozici na žebříčku a bude vystřídán Nadalem. Federer uvedl, že jeho hlavním cílem je opět dosáhnout na wimbledonský titul, než se soustředit na čelo světové klasifikace.

### Letní sezóna na betonech a olympijské hry

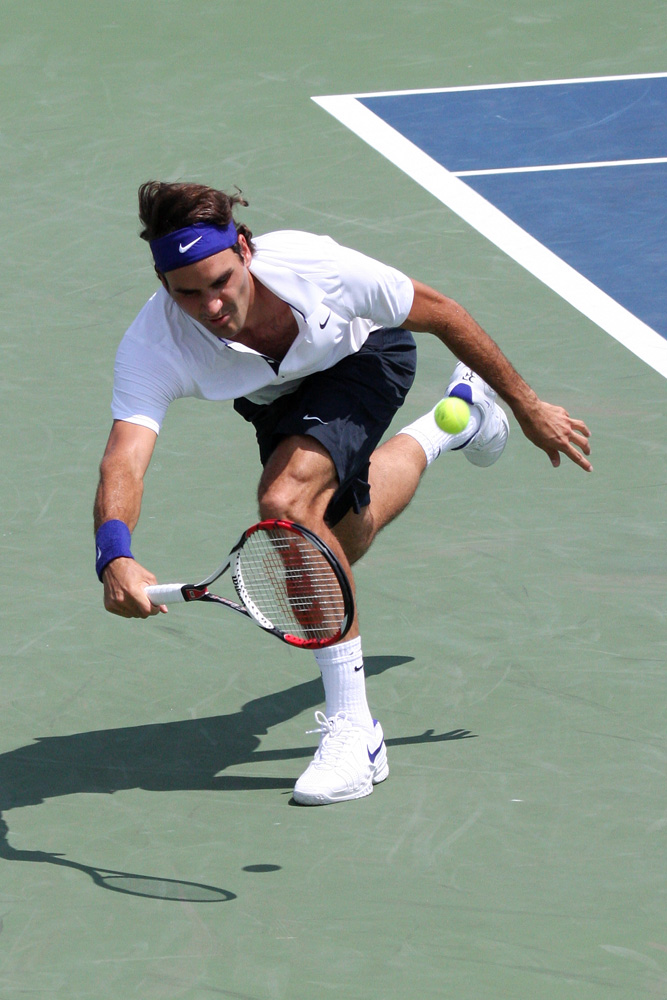
Záchrana míče na Cincinnati Masters

Na konci července rozehrál americkou US Open Series, která jej zastihla s poklesem formy. Prvním turnajem se stal kanadský Masters Rogers Cup, jehož mužská část se konala v Torontu. V úvodním kole skončil na raketě dvacátého druhého hráče světa Gillese Simona z Francie 6–2, 5–7 a 4–6. Na ohijském Western & Southern Financial Group Masters, probíhajícím v Cincinnati, po výhře nad Američanem Robbym Gineprim, v osmifinále podlehl 22. tenistovi světa Ivu Karlovićovi těsně 6–7(6), 6–4, 6–7(5).
Z Ameriky přiletěl na pekingské XXIX. hry letní olympiády. Na zahajovacím ceremoniálu plnil roli vlajkonoše švýcarské výpravy. Dne 11. srpna byla rozehrána tenisová soutěž. Jako nejvýše nasazený ve dvouhře postupně zdolal Rusa Dmitrije Tursunova, salvadorského hráče Rafaela Arevala a v osmifinále oplatil athénskou prohru z před čtyř let světové dvacítce Tomáši Berdychovi 6–3 a 7–6(4). Konečnou fází se pro něj stalo čtvrtfinále, v němž nestačil na Američana Jamese Blakea. Americký sedmý tenista žebříčku jej tak dokázal porazit v prvním vzájemném duelu z devíti odehraných.
Olympijským vítězem se Federer přesto stal, když po boku krajana Stanislase Wawrinky dokázal vyhrát zlatou medaili v mužské čtyřhře. Na cestě do finále zůstali na raketách švýcarského páru debloví specialisté. Ve čtvrtfinále nejdříve zkušená indická dvojice Mahesh Bhupathi a Leander Paes, která prohrála 6–2, 6–4 a v semifinále po setech 7–6(6), 6–4 zdolali favorizovaný pár amerických dvojčat Boba a Mika Bryanových. Ve finálovém klání si pak Švýcaři poradili se švédskou dvojicí Simon Aspelin a Thomas Johansson poměrem 6–3, 6–4, 6–7(4) a 6–3.
Dva dny po zisku olympijského zlata, v pondělí 18. srpna, však Federer přišel o 1. místo na žebříčku ATP, když jej po 237 týdnech nepřetržitého kralování sesadil Rafael Nadal, zároveň nový olympijský vítěz z pekingské dvouhry. Švýcar tak vytvořil rekord v délce setrvání na čele klasifikace bez přerušení.

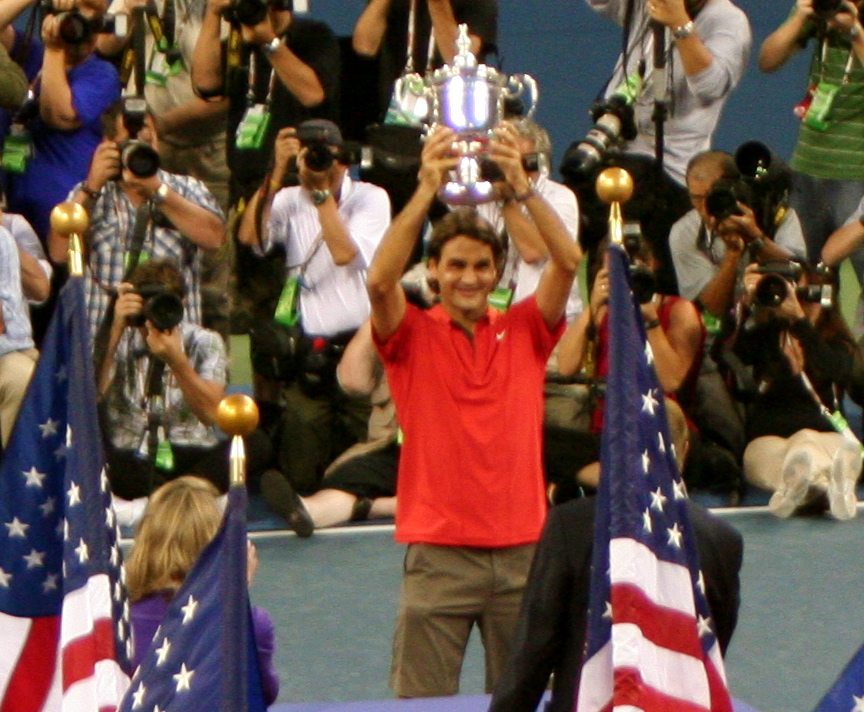
Popáté v řadě zvedl nad hlavu pohár pro vítěze US Open

Newyorský US Open se stal prvním turnajem po několika letech, kde nestartoval jako světová jednička. Přesto byl z pozice čtyřnásobného obhájce titulu hlavním favoritem singlové soutěže. Prvními třemi koly prošel bez ztráty setu. Po výhře nad Štěpánkem svedl v osmifinále vítězný pětisetový boj proti Rusu Igoru Andrejevovi. Semifinále mělo stejné složení jako finálový zápas předešlého ročníku, když Švýcara vyzval třetí nasazený Srb Novak Djoković. Federer zvítězil po setech 6–3, 5–7, 7–5 a 6–2. V boji o titul se pak utkal s méně zkušeným Skotem a světovou šestkou Andym Murraym, jenž nastoupil do svého prvního grandslamového finále. Bez šance ke zdramatizování duelu, odešel Murray poražen ve třech setech 6–2, 7–5 a 6–2.
Na newyorském majoru aktuální světová dvojka nepoznala porážku již ve 34 utkáních. Připsala si tak pátý titul z Flushing Meadows za sebou a celkově 13. kariérní na Grand Slamu. Jediná výhra Švýcara nadále dělila od držitele největšího počtu 14 grandslamů v mužském tenise, Peta Samprase. Federer se stal prvním hráčem v historii tenisu, jemuž se podařilo zvítězit pětkrát v řadě ve Wimbledonu i na US Open. Vyrovnal také rekordní počet výher Jimmyho Connorse v otevřené éře a jako první hráč od Billa Tildena dokázal vybojovat pět trofejí za sebou, když na Američanovu šňůru z dvacátých let 20. století ztrácel jedinou výhru.

### Podzimní halová sezóna
Poslední halovou část sezóny otevřel v polovině října na Mutua Madrileña Masters Madrid. Po výhře nad argentinskou světovou devítkou Juanem Martínem del Potrem jej v semifinále zastavil skotský hráč Andy Murray ve třech setech 6–3, 3–6, 5–7 a oplatil mu newyorskou prohru. Z madridské události inkasoval 90 900 €, což mu v součtu s kariérním výdělkem zajistilo nejvyšší finanční odměny v historii tenisu. Za svou profesionální kariéru vydělal úhrnem 43,3 milionů dolarů, čímž v tomto parametru překonal již neaktivního Američana Peta Samprase.

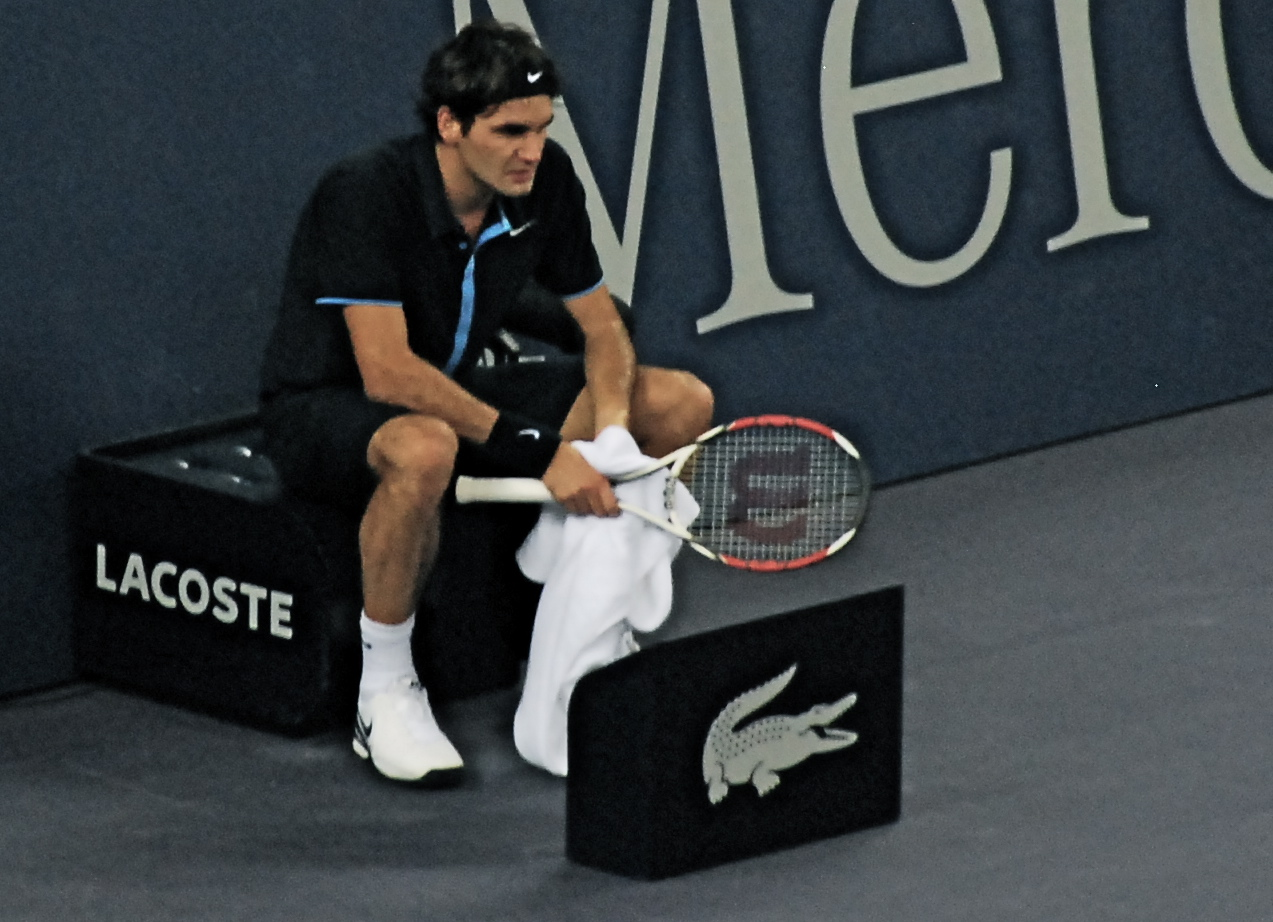
Zamyšlený v utkání Turnaje mistrů proti Murraymu

Po návratu do rodné Basileje se zúčastnil halového Davidoff Swiss Indoors. Jediný třísetový duel odehrál v úvodním kole proti Američanovi z osmé desítky Bobbymu Reynoldsovi. V semifinále jej nezastavil španělský antukový specialista Feliciano López. Po finálové výhře nad argentinskou světovou osmičkou Davidem Nalbandianem 6–3 a 6–4, slavil jako první tenista třetí basilejský triumf v řadě, a celkově 57. kariérní z dvouhry. Poslední říjnový týden postoupil do čtvrtfinále BNP Paribas Masters v hale Bercy. Před tímto utkáním však z turnaje odstoupil pro bolesti zad. Poprvé v profesionální kariéře, po 763 odehraných zápasech, musel opustit turnaj v důsledku odstoupení. Premiérově od sezóny 2003 tak nevyhrál žádný turnaj série Masters.
Na závěrečnou událost roku Turnaj mistrů přijížděl jako nasazená jednička poté, co se Rafael Nadal odhlásil. Do červené skupiny byl nalosován společně se Simonem, Murraym a Roddickem. V úvodním zápase nestačil na devátého hráče žebříčku Gillese Simona. Šance na postup udržel po vítězství nad Radkem Štěpánkem, jenž do soutěže zasáhl z pozice náhradníka po Roddickově odstoupení. Po vyrovnaném průběhu třetí dvouhry prohrál s Andym Murraym poměrem 6–4, 6–7 a 5–7, přestože dokázal odvrátit sedm mečbolů. Během třetí sady si vyžádal lékařské ošetření bolestivých zad a problémů s kyčlí. Porážka znamenala vyřazení již v základní skupině, první takové na této vrcholné tenisové události.
Sezónu zakončil na 2. místě žebříčku ATP za Španělem Rafaelem Nadalem.

## Přehled utkání

### Grand Slam

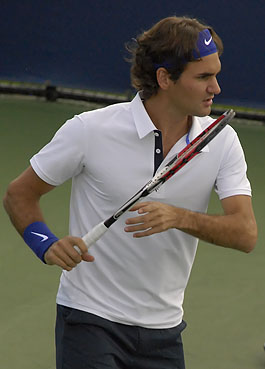
Na Rogers Cupu po volném losu prohrál ve druhém kole

| turnaj          | fáze        | stav       | soupeř            | výsledek                       |
| --------------- | ----------- | ---------- | ----------------- | ------------------------------ |
| Australian Open | 1. kolo     | výhra      | Diego Hartfield   | 6–0, 6–3, 6–0                  |
| Australian Open | 2. kolo     | výhra      | Fabrice Santoro   | 6–1, 6–2, 6–0                  |
| Australian Open | 3. kolo     | výhra      | Janko Tipsarević  | 6–7(5), 7–6(1), 5–7, 6–1, 10–8 |
| Australian Open | 4. kolo     | výhra      | Tomáš Berdych     | 6–4, 7–6(7), 6–3               |
| Australian Open | čtvrtfinále | výhra      | James Blake       | 7–5, 7–6(5), 6–4               |
| Australian Open | semifinále  | prohra     | Novak Djoković    | 7–5, 6–3, 7–6(5)               |
| French Open     | 1. kolo     | výhra      | Sam Querrey       | 6–4, 6–4, 6–3                  |
| French Open     | 2. kolo     | výhra      | Albert Montañés   | 6–7(5), 6–1, 6–0, 6–4          |
| French Open     | 3. kolo     | výhra      | Mario Ančić       | 6–3, 6–4, 6–2                  |
| French Open     | 4. kolo     | výhra      | Julien Benneteau  | 6–4, 7–5, 7–5                  |
| French Open     | čtvrtfinále | výhra      | Fernando González | 2–6, 6–2, 6–3, 6–4             |
| French Open     | semifinále  | výhra      | Gaël Monfils      | 6–2, 5–7, 6–3, 7–5             |
| French Open     | finále      | prohra     | Rafael Nadal      | 6–1, 6–3, 6–0                  |
| Wimbledon       | 1. kolo     | výhra      | Dominik Hrbatý    | 6–3, 6–2, 6–2                  |
| Wimbledon       | 2. kolo     | výhra      | Robin Söderling   | 6–3, 6–4, 7–6(3)               |
| Wimbledon       | 3. kolo     | výhra      | Marc Gicquel      | 6–3, 6–3, 6–1                  |
| Wimbledon       | 4. kolo     | výhra      | Lleyton Hewitt    | 7–6(7), 6–2, 6–4               |
| Wimbledon       | čtvrtfinále | výhra      | Mario Ančić       | 6–1, 7–5, 6–4                  |
| Wimbledon       | semifinále  | výhra      | Marat Safin       | 6–3, 7–6(3), 6–4               |
| Wimbledon       | finále      | prohra     | Rafael Nadal      | 6–4, 6–4, 6–7(5), 6–7(8), 9–7  |
| US Open         | 1. kolo     | výhra      | Máximo González   | 6–3, 6–0, 6–3                  |
| US Open         | 2. kolo     | výhra      | Thiago Alves      | 6–3, 7–5, 6–4                  |
| US Open         | 3. kolo     | výhra      | Radek Štěpánek    | 6–3, 6–3, 6–2                  |
| US Open         | 4. kolo     | výhra      | Igor Andrejev     | 6–7(6), 7–6(5), 6–3, 3–6, 6–3  |
| US Open         | čtvrtfinále | výhra      | Gilles Müller     | 7–6(5), 6–4, 7–6(5)            |
| US Open         | semifinále  | výhra      | Novak Djoković    | 6–3, 5–7, 7–5, 6–2             |
| US Open         | finále      | vítěz (13) | Andy Murray       | 6–2, 7–5, 6–2                  |

### ATP Tour

#### Dvouhra: 81 (66–15)
| utkání | turnaj               | datum | kat. | místo | povrch | fáze       | soupeř                 | stav   | výsledek                       |
| 686. | Australian Open      | 1/14  | GS   | venku | tvrdý  | 128 v kole | Diego Hartfield        | výhra  | 6–0, 6–3, 6–0                  |
| 687. | Australian Open      | 1/14  | GS   | venku | tvrdý  | 64 v kole  | Fabrice Santoro        | výhra  | 6–1, 6–2, 6–0                  |
| 688. | Australian Open      | 1/14  | GS   | venku | tvrdý  | 32 v kole  | Janko Tipsarević       | výhra  | 6–7(5), 7–6(1), 5–7, 6–1, 10–8 |
| 689. | Australian Open      | 1/14  | GS   | venku | tvrdý  | 16 v kole  | Tomáš Berdych          | výhra  | 6–4, 7–6(7), 6–3               |
| 690. | Australian Open      | 1/14  | GS   | venku | tvrdý  | QF         | James Blake            | výhra  | 7–5, 7–6(5), 6–4               |
| 691. | Australian Open      | 1/14  | GS   | venku | tvrdý  | SF         | Novak Djoković         | prohra | 5–7, 3–6, 6–7(5)               |
| 692. | Dubaj                | 3/3   | 500  | venku | tvrdý  | 32 v kole  | Andy Murray            | prohra | 7–6(6), 3–6, 4–6               |
| — | Indian Wells Masters | 3/13  | 1000 | venku | tvrdý  | 128 v kole | volný los              |        |                                |
| 693. | Indian Wells Masters | 3/13  | 1000 | venku | tvrdý  | 64 v kole  | Guillermo Garcia-López | výhra  | 6–3, 6–2                       |
| 694. | Indian Wells Masters | 3/13  | 1000 | venku | tvrdý  | 32 v kole  | Nicolas Mahut          | výhra  | 6–1, 6–1                       |
| 695. | Indian Wells Masters | 3/13  | 1000 | venku | tvrdý  | 16 v kole  | Ivan Ljubičić          | výhra  | 6–3, 6–4                       |
| — | Indian Wells Masters | 3/13  | 1000 | venku | tvrdý  | QF         | Tommy Haas             | výhra  | bez boje                       |
| 696. | Indian Wells Masters | 3/13  | 1000 | venku | tvrdý  | SF         | Mardy Fish             | prohra | 3–6, 2–6                       |
| — | Miami Masters        | 3/27  | 1000 | venku | tvrdý  | 128 v kole | volný los              | výhra  |                                |
| 697. | Miami Masters        | 3/27  | 1000 | venku | tvrdý  | 64 v kole  | Gael Monfils           | výhra  | 6–3, 6–4                       |
| 698. | Miami Masters        | 3/27  | 1000 | venku | tvrdý  | 32 v kole  | Robin Soderling        | výhra  | 6–4, 3–0skreč                  |
| 699. | Miami Masters        | 3/27  | 1000 | venku | tvrdý  | 16 v kole  | José Acasúso           | výhra  | 7–6(5), 6–2                    |
| 700. | Miami Masters        | 3/27  | 1000 | venku | tvrdý  | QF         | Andy Roddick           | prohra | 6–7(4), 6–4, 3–6               |
| 701. | Estoril Open         | 4/14  | 250  | venku | antuka | 32 v kole  | Olivier Rochus         | výhra  | 4–6, 6–3, 6–2                  |
| 702. | Estoril Open         | 4/14  | 250  | venku | antuka | 16 v kole  | Victor Hanescu         | výhra  | 6–3, 6–2                       |
| 703. | Estoril Open         | 4/14  | 250  | venku | antuka | QF         | Frederico Gil          | výhra  | 6–4, 6–1                       |
| 704. | Estoril Open         | 4/14  | 250  | venku | antuka | SF         | Denis Gremelmayr       | výhra  | 2–6, 7–5, 6–1                  |
| 705. | Estoril Open         | 4/14  | 250  | venku | antuka | Finále     | Nikolaj Davyděnko      | vítěz  | 7–6(5), 1–2skreč               |
| — | Monte Carlo Masters  | 4/20  | 1000 | venku | antuka | 64 v kole  | volný los              |        |                                |
| 706. | Monte Carlo Masters  | 4/20  | 1000 | venku | antuka | 32 v kole  | Ruben Ramirez Hidalgo  | výhra  | 6–1, 3–6, 7–6(1)               |
| 707. | Monte Carlo Masters  | 4/20  | 1000 | venku | antuka | 16 v kole  | Gael Monfils           | výhra  | 6–3, 6–4                       |
| 708. | Monte Carlo Masters  | 4/20  | 1000 | venku | antuka | QF         | David Nalbandian       | výhra  | 5–7, 6–2, 6–2                  |
| 709. | Monte Carlo Masters  | 4/20  | 1000 | venku | antuka | SF         | Novak Djoković         | výhra  | 6–3, 3–2skreč                  |
| 710. | Monte Carlo Masters  | 4/20  | 1000 | venku | antuka | Finále     | Rafael Nadal           | prohra | 5–7, 5–7                       |
| — | Rome Masters         | 5/5   | 1000 | venku | antuka | 64 v kole  | volný los              |        |                                |
| 711. | Rome Masters         | 5/5   | 1000 | venku | antuka | 32 v kole  | Guillermo Caňas        |        | 6–3, 6–3                       |
| 712. | Rome Masters         | 5/5   | 1000 | venku | antuka | 16 v kole  | Ivo Karlović           | výhra  | 7–6(4), 6–3                    |
| 713. | Rome Masters         | 5/5   | 1000 | venku | antuka | QF         | Radek Štěpánek         | prohra | 6–7(4), 6–7(7)                 |
| — | Hamburg Masters      | 5/11  | 1000 | venku | antuka | 64 v kole  | volný los              |        |                                |
| 714. | Hamburg Masters      | 5/11  | 1000 | venku | antuka | 32 v kole  | Jarkko Nieminen        | výhra  | 6–1, 6–3                       |
| 715. | Hamburg Masters      | 5/11  | 1000 | venku | antuka | 16 v kole  | Robin Soderling        | výhra  | 6–3, 6–2                       |
| 716. | Hamburg Masters      | 5/11  | 1000 | venku | antuka | QF         | Fernando Verdasco      | výhra  | 6–3, 6–3                       |
| 717. | Hamburg Masters      | 5/11  | 1000 | venku | antuka | SF         | Andreas Seppi          | výhra  | 6–3, 6–1                       |
| 718. | Hamburg Masters      | 5/11  | 1000 | venku | antuka | Finále     | Rafael Nadal           | prohra | 5–7, 7–6(3), 3–6               |
| 719. | Roland Garros        | 5/25  | GS   | venku | antuka | 128 v kole | Sam Querrey            | výhra  | 6–4, 6–4, 6–3                  |
| 720. | Roland Garros        | 5/25  | GS   | venku | antuka | 64 v kole  | Albert Montaněs        | výhra  | 6–7(5), 6–1, 6–0, 6–4          |
| 721. | Roland Garros        | 5/25  | GS   | venku | antuka | 32 v kole  | Mario Ančić            | výhra  | 6–3, 6–4, 6–2                  |
| 722. | Roland Garros        | 5/25  | GS   | venku | antuka | 16 v kole  | Julien Benneteau       | výhra  | 6–4, 7–5, 7–5                  |
| 723. | Roland Garros        | 5/25  | GS   | venku | antuka | QF         | Fernando González      | výhra  | 2–6, 6–2, 6–3, 6–4             |
| 724. | Roland Garros        | 5/25  | GS   | venku | antuka | SF         | Gaël Monfils           | výhra  | 6–2, 5–7, 6–3, 7–5             |
| 725. | Roland Garros        | 5/25  | GS   | venku | antuka | Finále     | Rafael Nadal           | prohra | 1–6, 3–6, 0–6                  |
| 726. | Halle                | 6/9   | 250  | venku | tráva  | 32 v kole  | Michael Berrer         | výhra  | 6–4, 6–2                       |
| 727. | Halle                | 6/9   | 250  | venku | tráva  | 16 v kole  | Jan Vacek              | výhra  | 7–5, 6–3                       |
| 728. | Halle                | 6/9   | 250  | venku | tráva  | QF         | Marcos Baghdatis       | výhra  | 6–4, 6–4                       |
| 729. | Halle                | 6/9   | 250  | venku | tráva  | SF         | Nicolas Kiefer         | výhra  | 6–1, 6–4                       |
| 730. | Halle                | 6/9   | 250  | venku | tráva  | Finále     | Philipp Kohlschreiber  | vítěz  | 6–3, 6–4                       |
| 731. | Wimbledon            | 6/23  | GS   | venku | tráva  | 128 v kole | Dominik Hrbatý         | výhra  | 6–3, 6–2, 6–2                  |
| 732. | Wimbledon            | 6/23  | GS   | venku | tráva  | 64 v kole  | Robin Söderling        | výhra  | 6–3, 6–4, 7–6(3)               |
| 733. | Wimbledon            | 6/23  | GS   | venku | tráva  | 32 v kole  | Marc Gicquel           | výhra  | 6–3, 6–3, 6–1                  |
| 734. | Wimbledon            | 6/23  | GS   | venku | tráva  | 16 v kole  | Lleyton Hewitt         | výhra  | 7–6(7), 6–2, 6–4               |
| 735. | Wimbledon            | 6/23  | GS   | venku | tráva  | QF         | Mario Ančić            | výhra  | 6–1, 7–5, 6–4                  |
| 736. | Wimbledon            | 6/23  | GS   | venku | tráva  | SF         | Marat Safin            | výhra  | 6–3, 7–6(3), 6–4               |
| 737. | Wimbledon            | 6/23  | GS   | venku | tráva  | Finále     | Rafael Nadal           | prohra | 4–6, 4–6, 7–6(5), 7–6(8), 7–9  |
| — | Canada Masters       | 7/21  | 1000 | venku | tvrdý  | 64 v kole  | volný los              |        |                                |
| 738. | Canada Masters       | 7/21  | 1000 | venku | tvrdý  | 32 v kole  | Gilles Simon           | prohra | 6–2, 5–7, 4–6                  |
| — | Cincinnati Masters   | 7/28  | 1000 | venku | tvrdý  | 64 v kole  | volný los              |        |                                |
| 739. | Cincinnati Masters   | 7/28  | 1000 | venku | tvrdý  | 32 v kole  | Robby Ginepri          | výhra  | 6–7(2), 7–6(5), 6–0            |
| 740. | Cincinnati Masters   | 7/28  | 1000 | venku | tvrdý  | 16 v kole  | Ivo Karlović           | prohra | 6–7(6), 6–4, 6–7(5)            |
| 741. | LOH – Peking         | 8/11  | LOH  | venku | tvrdý  | 64 v kole  | Dmitrij Tursunov       | výhra  | 6–4, 6–2                       |
| 742. | LOH – Peking         | 8/11  | LOH  | venku | tvrdý  | 32 v kole  | Rafael Arevalo         | výhra  | 6–2, 6–4                       |
| 743. | LOH – Peking         | 8/11  | LOH  | venku | tvrdý  | 16 v kole  | Tomáš Berdych          | výhra  | 6–3, 7–6(4)                    |
| 744. | LOH – Peking         | 8/11  | LOH  | venku | tvrdý  | QF         | James Blake            | prohra | 4–6, 6–7(2)                    |
| 745. | US Open              | 8/25  | GS   | venku | tvrdý  | 128 v kole | Maximo González        | výhra  | 6–3, 6–0, 6–3                  |
| 746. | US Open              | 8/25  | GS   | venku | tvrdý  | 64 v kole  | Thiago Alves           | výhra  | 6–3, 7–5, 6–4                  |
| 747. | US Open              | 8/25  | GS   | venku | tvrdý  | 32 v kole  | Radek Štěpánek         | výhra  | 6–3, 6–3, 6–2                  |
| 748. | US Open              | 8/25  | GS   | venku | tvrdý  | 16 v kole  | Igor Andrejev          | výhra  | 6–7(5), 7–6(5), 6–3, 3–6, 6–3  |
| 749. | US Open              | 8/25  | GS   | venku | tvrdý  | QF         | Gilles Müller          | výhra  | 7–6(5), 6–4, 7–6(5)            |
| 750. | US Open              | 8/25  | GS   | venku | tvrdý  | SF         | Novak Djoković         | výhra  | 6–3, 5–7, 7–5, 6–2             |
| 751. | US Open              | 8/25  | GS   | venku | tvrdý  | Finále     | Andy Murray            | vítěz  | 6–2, 7–5, 6–2                  |
| 752. | SUI v. BEL, DC Svět  | 9/19  | DC   | hala  | tvrdý  | baráž      | Kristof Vliegen        | výhra  | 7–6(1), 6–4, 6–2               |
| — | Madrid Masters       | 10/12 | 1000 | hala  | tvrdý  | 64 v kole  | volný los              |        |                                |
| 753. | Madrid Masters       | 10/12 | 1000 | hala  | tvrdý  | 32 v kole  | Radek Štěpánek         | výhra  | 6–3, 7–6(6)                    |
| 754. | Madrid Masters       | 10/12 | 1000 | hala  | tvrdý  | 16 v kole  | Jo-Wilfried Tsonga     |        | 6–4, 6–1                       |
| 755. | Madrid Masters       | 10/12 | 1000 | hala  | tvrdý  | QF         | Juan Martín del Potro  | výhra  | 6–3, 6–3                       |
| 756. | Madrid Masters       | 10/12 | 1000 | hala  | tvrdý  | SF         | Andy Murray            | prohra | 6–3, 3–6, 5–7                  |
| 757. | Basilej              | 10/20 | 250  | hala  | tvrdý  | 32 v kole  | Bobby Reynolds         | výhra  | 6–3, 6–7(6), 6–3               |
| 758. | Basilej              | 10/20 | 250  | hala  | tvrdý  | 16 v kole  | Jarkko Nieminen        | výhra  | 7–6(6), 7–6(1)                 |
| 759. | Basilej              | 10/20 | 250  | hala  | tvrdý  | QF         | Simone Bolelli         | výhra  | 6–2, 6–3                       |
| 760. | Basilej              | 10/20 | 250  | hala  | tvrdÝ  | SF         | Feliciano López        | výhra  | 6–3, 6–2                       |
| 761. | Basilej              | 10/20 | 250  | hala  | tvrdý  | Finále     | David Nalbandian       | vítěz  | 6–3, 6–4                       |
| — | Paris Masters        | 10/26 | 1000 | hala  | tvrdý  | 64 v kole  | volný los              |        |                                |
| 762. | Paris Masters        | 10/26 | 1000 | hala  | tvrdý  | 32 v kole  | Robin Söderling        | výhra  | 6–4, 7–6(7)                    |
| 763. | Paris Masters        | 10/26 | 1000 | hala  | tvrdý  | 16 v kole  | Marin Čilić            | výhra  | 6–3, 6–4                       |
| — | Paris Masters        | 10/26 | 1000 | hala  | tvrdý  | QF         | James Blake            | prohra | bez boje                       |
| 764. | Tennis Masters Cup   | 11/9  | WC   | hala  | tvrdý  | zs         | Gilles Simon           | prohra | 6–4, 4–6, 3–6                  |
| 765. | Tennis Masters Cup   | 11/9  | WC   | hala  | tvrdý  | zs         | Radek Štépánek         | výhra  | 7–6(4), 6–4                    |
| 766. | Tennis Masters Cup   | 11/9  | WC   | hala  | tvrdý  | zs         | Andy Murray            | prohra | 6–4, 6–7(3), 5–7               |
| QF – čtvrtfinále, SF – semifinále, zs – základní skupina kategorie: 250 – International Series / 500 – International Series Gold / 1000 – Masters Series / GS – Grand Slam / WC – ATP Tour World Championships / LOH – olympijské hry |                      |       |      |       |        |            |                        |        |                                |

## Přehled finále
| Legenda                               |
| Grand Slam (1–2 D)                    |
| Olympijské zlato (1–0 Č)              |
| Tennis Masters Cup (0–0 D)            |
| ATP Masters Series (0–2 D)            |
| ATP International Series Gold (0–0 D) |
| ATP International Series (3–0 D)      |
| D – dvouhra; Č – čtyřhra              |

| Finále dle povrchu |
| ------------------ |
| tvrdý (2–0 D)      |
| antuka (1–3 D)     |
| tráva (1–1 D)      |

| Finále dle místa |
| ---------------- |
| venku (3–4 D)    |
| hala (1–1 D)     |

### Dvouhra: 8 (4–4)
| stav      | č.  | datum            | turnaj                        | povrch    | soupeř ve finále      | výsledek                           |
| --------- | --- | ---------------- | ----------------------------- | --------- | --------------------- | ---------------------------------- |
| Vítěz     | 54. | 20. dubna 2008   | Estoril, Portugalsko          | antuka    | Nikolaj Davyděnko     | 7–6(7–5), 1–2skreč                 |
| Finalista | 18. | 27. dubna 2008   | Monte Carlo, Monako (3)       | antuka    | Rafael Nadal          | 5–7, 5–7                           |
| Finalista | 19. | 18. května 2008  | Hamburk, Německo              | antuka    | Rafael Nadal          | 5–7, 7–6(7–3), 3–6                 |
| Finalista | 20. | 8. června 2008   | French Open, Francie (3)      | antuka    | Rafael Nadal          | 1–6, 3–6, 0–6                      |
| Vítěz     | 55. | 15. června 2008  | Halle, Německo (5)            | tráva     | Philipp Kohlschreiber | 6–3, 6–4                           |
| Finalista | 21. | 6. července 2008 | Wimbledon, Spojené království | tráva     | Rafael Nadal          | 4–6, 4–6, 7–6(7–5), 7–6(10–8), 7–9 |
| Vítěz     | 56. | 8. září 2008     | US Open, New York, USA (5)    | tvrdý     | Andy Murray           | 6–2, 7–5, 6–2                      |
| Vítěz     | 57. | 26. října 2008   | Basilej, Švýcarsko (3)        | tvrdý (h) | David Nalbandian      | 6–3, 6–4                           |

### Čtyřhra: 1 (1–0)
| stav  | č. | datum          | turnaj            | povrch | spoluhráč          | soupeři ve finále              | výsledek                |
| ----- | -- | -------------- | ----------------- | ------ | ------------------ | ------------------------------ | ----------------------- |
| Vítěz | 8. | 16. srpna 2008 | LOH, Peking, Čína | tvrdý  | Stanislas Wawrinka | Simon Aspelin Thomas Johansson | 6–3, 6–4, 6–7(4–7), 6–3 |

## Finanční odměny
| Soutěž                    | turnaj                     | finanční odměna |
| ------------------------- | -------------------------- | --------------- |
| Dvouhra                   | Australian Open            | A$342 500       |
| Dvouhra                   | Dubai Tennis Championships | $9 490          |
| Dvouhra                   | Indian Wells Masters       | $138 750        |
| Dvouhra                   | Miami Masters              | $73 500         |
| Dvouhra                   | Estoril Open               | €59 100         |
| Dvouhra                   | Monte-Carlo Masters        | €180 000        |
| Dvouhra                   | Rome Masters               | €46 000         |
| Dvouhra                   | Hamburg Masters            | €180 000        |
| Dvouhra                   | French Open                | $530 000        |
| Dvouhra                   | Gerry Weber Open           | €115 500        |
| Dvouhra                   | Wimbledon                  | £375 000        |
| Dvouhra                   | Canada Masters             | $17 250         |
| Dvouhra                   | Cincinnati Masters         | $26 200         |
| Dvouhra                   | US Open                    | $1 500 000      |
| Dvouhra                   | Mutua Masters Madrid       | €90 900         |
| Dvouhra                   | Davidoff Swiss Indoors     | €145 200        |
| Dvouhra                   | BNP Paribas Masters        | €46 500         |
| Dvouhra                   | Turnaj mistrů              | $200 000        |
| Čtyřhra                   | Canada Masters             | $3 800          |
| Přehled                   | výdělek v sezóně           | $5 886 879      |
| Přehled                   | výdělek v kariéře          | $44 593 957     |
| kurziva – turnajový titul |                            |                 |